# Raúl Ferro
Raúl Ferro, vollständiger Name Raúl Freddy Ferro Olivera, (* 13. Januar 1983 in Montevideo) ist ein uruguayischer Fußballspieler.

## Karriere

### Verein
Der 1,77 Meter große Mittelfeldakteur Ferro stand zu Beginn seiner Karriere mindestens von der Clausura 2002 bis einschließlich der Clausura 2003 in Reihen des seinerzeitigen uruguayischen Zweitligisten Alianza de Montevideo. In diesem Zeitraum bestritt er 29 Partien in der Segunda División und schoss ein Tor. Von der Clausura 2006 bis in die Apertura 2009 spielte er für den Erstligisten Danubio FC und gewann mit der Mannschaft in der Saison 2006/07 die uruguayische Meisterschaft. Es folgte ein Engagement bei Nacional Montevideo. Dort wurde er in der Spielzeit 2009/10 26-mal (ein Tor) und in der Saison 2010/11 elfmal (kein Tor) in der Primera División eingesetzt. Zudem stehen sieben Einsätze (kein Tor) in der Copa Libertadores für ihn bei den "Bolsos" zu Buche. Anschließend setzte er seine Karriere in Mexiko beim Querétaro Fútbol Club fort und lief 2010/11 15-mal (kein Tor) in der Primera División auf. Seine nächste Karrierestation war CD Veracruz. 15 Spiele und zwei Tore in der Saison 2011/12 der Liga de Ascenso weist die Statistik bei diesem Arbeitgeber für ihn aus, den er im Dezember 2011 verließ. Sein neuer Klub war fortan bis Ende Juli 2012 Dorados de Sinaloa. 13-mal (kein Tor) kam er dort 2011/12 in der Liga de Ascenso zum Zug. Sodann unterschrieb er bei Atlético Rafaela und bestritt in der Spielzeit 2012/13 bei den Argentiniern 28 Partien (kein Tor) in der Primera División und eine (kein Tor) in der Copa Argentina. In der Saison 2013/14 stand er in Reihen des uruguayischen Erstligisten Liverpool Montevideo. Mit den Montevideanern stieg er am Saisonende ab und war mit 23 Ligaeinsätzen (kein Tor) daran beteiligt. Zur Apertura 2014 schloss er sich Centro Atlético Fénix an. In der Saison 2014/15 erzielte er drei Treffer bei 26 Einsätzen in der höchsten uruguayischen Spielklasse. Während der Spielzeit 2015/16 wurde er in 30 weiteren Erstligapartien (kein Tor) eingesetzt. In der Saison 2016 lief er in zwölf Ligaspielen (kein Tor) und zwei Partien (kein Tor) der Copa Sudamericana 2016 auf. Es folgte in der laufenden Spielzeit 2017 bislang (Stand: 10. Februar 2017) ein weiterer Erstligaeinsatz (kein Tor).

### Erfolge
- Uruguayischer Meister: 2006/07